# Stazione di Cividate al Piano-Calcio
Stazione di Cividate al Piano-Calcio vasútállomás Olaszországban, Lombardia régióban, Cividate al Piano településen.

## Vasútvonalak
Az állomást az alábbi vasútvonalak érintik:
- Milánó–Velence-vasútvonal

## Kapcsolódó állomások
A vasútállomáshoz az alábbi állomások vannak a legközelebb:
- Stazione di Chiari (Milánó–Velence-vasútvonal, kelet)
- Stazione di Romano (Milánó–Velence-vasútvonal, nyugat)